# Anedhella
Anedhella là một chi bướm đêm thuộc họ Noctuidae.